# Victor Talking Machine Company
«Victor Talking Machine Company» (или просто «Victor») — американская флагманская звукозаписывающая компания. Головной офис находился в городе Камден, Нью-Джерси. В начале 1900-х годов была крупнейшим производителем граммофонных пластинок в США.

## История
Компания была основана Элдриджем Р. Джонсоном. До этого Джонсон занимался производством фонографов, предназначенных для проигрывания пластинок, производимых компанией Эмиля Берлинера «Berliner Gramophone».
Компания официально начала свою работу 3 октября 1901 года. Её товарным знаком был фокстерьер Ниппер, слушающий пластинку производства «Berliner Gramophone». Этот логотип и слова «His Master’s Voice» были на всех выпускаемых компанией «Victor Talking Machine Company» граммофонных пластинках и проигрывателях. С основания компании принято отсчитывать историю коммерческой звукозаписи. Одна из первых успешных записей была выполнена в 1902 году в Милане оперным тенором Энрико Карузо.
Сразу после запуска Элдридж обеспечил своей компании стабильную позицию на американском рынке, а позже начал на нём доминировать. Компании удалось перетащить на свою сторону покупателей тем, что она делала акцент не на качество своих граммофонов, а на эксклюзивность содержания своих пластинок и на продвижении высокой культуры в массы. Компания запустила серию пластинок «Red Seal» (с красным лейблом) и благодаря ей стала ассоциироваться с рядом самых популярных и уважаемых исполнителей той эпохи.
В 1924 году компания «Victor Talking Machine Company» купила компанию «Berliner Gramophone». В 1929 году компания «Victor Talking Machine Company» объединилась с «RCA» в компанию «RCA Victor». (Точнее, «RCA» купила её за 154 миллиона долларов. Сделка включала заводы компании в Камдене (Нью-Джерси), Окленде (Калифорния) и Аргентине, а также акции компаний Victor Talking Machine Company of Japan, Victor Talking Machine Company of Canada, Victor Talking Machine Company of Brazil, Victor Talking Machine Company of Chile и Gramophone Company of Great Britain. Состоялась эта сделка в январе 1929 года.)